# 模造拳銃
模造拳銃（もぞうけんじゅう）とは、金属製の拳銃模造品のうち、真正拳銃と識別するための法定措置が施されていないものをいう。金属製玩具拳銃などによる威嚇目的の悪用を防止するため、1971年の銃砲刀剣類所持等取締法（銃刀法）改正によって規制対象に加えられたものであり、模造拳銃に該当する拳銃模造品は所持が禁止されている。

## 概要
1960年代から精巧な金属製玩具拳銃（主に金属製モデルガン）が販売されるようになったが、同時に強盗や恐喝などに悪用される事案が増加した。行政指導により販売時に身元確認を行うなど、悪用防止策が講じられたが十分な効果が認められず、1970年にはハイジャックのような重大事犯にも使用された。1971年、これら事犯の発生を防止するために銃刀法が改正され、真正拳銃と紛らわしい形態を有する拳銃模造品（金属製玩具拳銃など）に対する法規制が行われた。
法令改正により、金属製の拳銃模造品は真正拳銃との識別措置として、銃腔（銃口から薬室前端まで）に相当する部分を金属で完全に閉塞し、銃把（グリップ）に相当する部分を除く表面全体を白色または黄色に着色することが定められ、これらの措置が施されていないものは模造拳銃として所持が禁止された。この規制はすでに販売済みの金属製玩具拳銃にも適用されたため、模造拳銃に該当する玩具拳銃を所持している者は法定措置（銃腔閉塞および表面着色）を施すか、または廃棄するかのいずれかを選択しなければならなかった。なお、小銃や機関銃などに類似する形態を有する、いわゆる長物は隠匿性が低く悪用されにくかったことから、規制対象にはならなかった。
規制の例外として、輸出のための模造拳銃の製造もしくは輸出を業とする者またはその使用人が業務上所持する場合、事業場の所在地を管轄する都道府県公安委員会に届け出ることにより所持が認められる。
1977年に金属製モデルガンの違法改造対策として新設された模擬銃器規制と混同されやすいが、模造拳銃規制は真正拳銃との外観類似性の悪用を防止するための外観規制であり、改造防止を念頭に置いたものではない。

## 該当要件
銃刀法 第22条の2 第1項の定めにより、金属で作られ、かつ拳銃に著しく類似する形態を有する物は模造拳銃の該当要件を備える。
1. 金属で作られている
ここでいう金属とは鉄、銅、亜鉛、アルミニウムなどやその合金の総称である。したがって、プラスチックや木材など、金属以外の素材で作られているものは模造拳銃には該当しない。
金属と金属以外の素材を組み合わせて作られたものについて判断基準を示した判例は見当たらないが、真正拳銃との外観類似性に着目した規制であることから、外から見える部分の素材いかんが判断要素になると考えられる。また、行政官庁からの指導要請に基づき、玩具銃部品の業界団体が発出した通知には、玩具拳銃用の金属外装を組み合わせた場合の判断基準が示されている。
2. 拳銃に著しく類似する形態を有する
拳銃に著しく類似する形態とは、一般人の注意力では真正拳銃と区別できない程度の形態と解され、色や光沢、重量感などを総合的に勘案して判断される。したがって、極端に大きなもの（オブジェなど）や小さなもの（ミニチュアガンなど）、明らかに子供向け玩具銃であることがわかるものなどは模造拳銃には該当しない。また、小銃や機関銃などに類似する形態を有する物や古式銃砲は、ここでいう拳銃には含まれない。
上記の二要件を両方備えるものであれば、モデルガン、エアソフトガンのような玩具銃だけではなく、可動部分がほとんど無い拳銃型のライターや文鎮なども規制対象になる。

## 除外規定

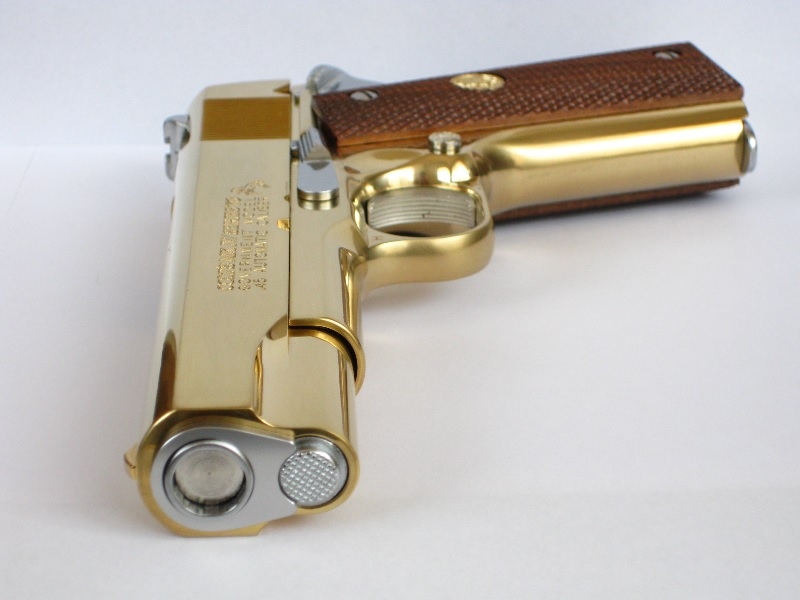
銃腔閉塞と表面着色が施された金属製玩具拳銃

上記の二要件を両方備えるものであっても、内閣府令（銃刀法施行規則 第102条第1項）に定める措置として、銃腔に相当する部分を金属で完全に閉塞し、表面（銃把に相当する部分の表面を除く）の全体を白色または黄色としたものは、模造拳銃には該当せず、規制対象から除外される。
銃腔に相当する部分を金属で完全に閉塞すること
真正拳銃と識別するための措置として、銃腔（銃口から薬室前端までの銃身内部の空間）に相当する部分を金属で完全に閉塞することが定められている。
表面（銃把に相当する部分の表面を除く）の全体を白色または黄色とすること
真正拳銃と識別するための措置として、銃把（グリップ）に相当する部分を除く表面全体を真正拳銃には一般に使用されない白色または黄色に着色することが定められている。規制後に発売された拳銃型の金属製モデルガンの表面はメッキによる着色のため金色を呈しているが、金色であっても銃刀法施行規則 第102条の適用に際しては黄色に含まれるものとされる。なお、銀色は白色とは見なされないため、経年変化などにより金色が退色したものは再着色の必要がある。

## 罰則
銃刀法 第35条2の定めにより、模造拳銃の所持の禁止に違反した者には、20万円以下の罰金が科せられる。

## 規制の経緯

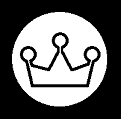
行政指導に基づく標識

1962年の純国産モデルガン誕生以降、メーカーの技術向上により精巧な金属製モデルガンが多数出回るようになった。これに伴い、モデルガンを真正拳銃に見せかけて強盗などの犯罪に悪用する事案が相次いだため、1969年には真正拳銃と識別するための標識をモデルガンに付すことや、身元確認のために購入者には住民票の写しなどを呈示させるなどの行政指導が行われた。しかし、その後も悪用される事案が続き、1970年には全日空アカシア便ハイジャック事件にも使用された。
モデルガンは弾丸発射機能の無い玩具であり、法に定める銃には該当しないが、真正拳銃と外観の類似性が高いことから人に恐怖心を誘起させる目的で悪用される事案が多く、危害予防の観点上、銃刀法による規制が必要であるとして、これらの所持を禁止する改正法案が作成された。改正銃刀法案は1971年2月16日の参議院地方行政委員会において提案理由と内容の概略が説明され、以降衆参両院の地方行政委員会で6回にわたり審議された。
法案審議の過程で「木製玩具銃も規制対象に加えるべきでは」との意見も出されたが、実際に悪用されたものはほとんどが金属製モデルガンであり、子供向け玩具銃まで規制対象に加えるにはおよばないとして、規制対象は金属製に限定された。また、日本国内で所持禁止にしながら外国への輸出は認めることを疑問視する意見もあったが、輸出先には真正拳銃が比較的容易に入手できる国が多く、玩具程度では問題にならないことや規模の小さな玩具銃業界保護の観点から、輸出まで禁止するのはメーカーが受ける打撃が大きいとして、輸出用は規制対象外とされた。
改正法公布から規制の施行まで6か月の猶予期間を設け、その間に玩具銃業界などを通じて所有者に法定措置（銃腔閉塞および表面着色）の実施または廃棄を周知させることとしたが、当時の国内には模造拳銃に該当するモデルガンが推定70万から80万丁存在し、押入れや戸棚の奥へ置き忘れたものなど、規制施行後に所有者が意図しない形で犯罪を構成するおそれや法定措置の認定基準が現場警察官の裁量に左右される可能性があることなど、規制の運用に対する懸念が示された。これについては犯意の無い所持までただちに処罰対象とするような運用の仕方は行わず、規制施行後も模造拳銃を無くすよう努力を続けるとされた。
改正銃刀法は1971年3月26日の衆議院本会議で可決成立し、同年4月20日公布、模造拳銃規制については6か月の猶予期間の後、10月20日から施行となった。また、模造拳銃の具体的な要件を定めた府令は1971年4月22日発行の官報 第13300号で公布された。法案の提出から公布まで2か月あまりであったが、この間に玩具銃業界やモデルガン愛好家などから規制に反対する目立った動きは見られなかった。

## 規制後の状況
規制の影響により、金属製モデルガンの出荷数は1970年の44万6000丁から1971年には34万4000丁まで減少した。1972年には模造拳銃の規制対象にならないプラスチック製モデルガンが発売されたが、規制による金属製モデルガンの出荷数の落ち込みは一時的なものであり、1973年以降の出荷数は規制前を超える伸びを示した。この間、金属製モデルガンの違法改造事犯が増加したことにより、1977年には再び法規制（模擬銃器規制）を受けることになった。
近年、古い金属製モデルガンがネットオークションに出品されることがあるが、拳銃型の金属製モデルガンは模造拳銃規制と模擬銃器規制の両方が適用されるため、注意を要する。模造拳銃に該当しないよう法定措置（銃腔閉塞および表面着色）が施されたものであっても、模擬銃器に該当するものは販売目的の所持が禁止されているため、オークションへの出品は取締りの対象になり得る（模擬銃器を参照）。また、外国から玩具銃を輸入する場合、それが模造拳銃に該当するものであれば法定措置を施さない限り通関できない。
玩具銃の人気がエアソフトガンに移行してからは、エアソフトガン用の金属外装が販売されるようになったが、拳銃型エアソフトガンの外装をすべて金属製に換装した場合、模造拳銃の該当要件を備えることになるため、法定措置（銃腔閉塞および表面着色）を施す必要がある。2003年1月には模造拳銃（法定措置を施していない金属製の拳銃型エアソフトガン）の所持容疑で玩具銃販売店が摘発され、これを踏まえて関連法規の周知徹底を推進するよう指導する通知が発出されている。